# Gao Xinglong
Gao Xinglong (chinesisch 高 興龍 / 高 兴龙, Pinyin Gāo Xīnglóng; * 12. März 1994 in Jiamusi) ist ein chinesischer Weitspringer.
Bei den Asienspielen 2014 in Incheon gewann er Bronze.
2015 siegte er bei den Leichtathletik-Asienmeisterschaften und wurde Vierter bei den Leichtathletik-Weltmeisterschaften in Peking.

## Persönliche Bestleistungen
- Weitsprung: 8,18 m, 6. Juli 2014, Jinhua
  - Halle: 8,12 m, 21. Februar 2015, Birmingham